# ميس بحري
ميس بحري (الاسم العلمي: Celtis maritima) هو نوع نباتي يتبع جنس الميس من فصيلة القنبية.